# Onze Lieve Vrouw Geboortekerk (Meije)
De Onze Lieve Vrouw Geboortekerk is een rooms-katholieke kerk in het Nederlandse dorp De Meije, in de gemeente Bodegraven-Reeuwijk. Deze kerk staat precies aan de grens met de gemeente Woerden, die dwars door De Meije loopt, ongeveer in het midden van het lintdorp.
De kerk werd gebouwd in 1873 door de Bodegraafse aannemer Vlasman naar een ontwerp van de architect W.J. van Vogelpoel. Het is de opvolger van een omgebouwde boerderij in De Meije die sinds de 18e eeuw als ‘bijkerk’ van de parochie in Nieuwkoop diende en in 1871 de status van zelfstandige parochiekerk kreeg. Net als de moederkerk in Nieuwkoop (O.L. Vrouwe Hemelvaart) werd de nieuwe parochie toegewijd aan Maria, om precies te zijn aan haar geboorte.
De parochie omvatte naast De Meije tevens het naburige, grotere maar overwegend protestantse dorp Zegveld. Vooral in het buitengebied van Zegveld bleven na de Reformatie wel aanhangers van het katholicisme over. Sinds 2000 staat de parochie Meije-Zegveld onder leiding van een pastoraatsgroep. Na een overgangsperiode als deel van een parochiefederatie is Meije-Zegveld sinds 2012 geen zelfstandige parochie meer. Het is sindsdien onderdeel van de parochie Pax Christi, die ook de geloofsgemeenschappen van Woerden, Oudewater en Kamerik omvat, ieder met een eigen kerk. Meije-Zegveld heeft nog wel een eigen pastoraatsgroep, locatieraad en diaconie en er zijn in de eigen O.L.V. Geboortekerk anno 2020 nog wekelijks vieringen.
De kerk heeft een orgel van Michaël Maarschalkerweerd uit 1896. Het is gerestaureerd in 2012 (windvoorziening) en 2018 (de rest).
Achter de kerk bevindt zich een begraafplaats (1874) met Lourdesgrot.
De kerk is een gemeentelijk monument.